# Nhlangano
Nhlangano o Goedgegun es la capital del distrito de Shishelweni, Suazilandia. Está situada en el sur del país, casi en la frontera con Sudáfrica.
Está situada en una zona agrícola y maderera no muy frecuentada por el turismo. El nombre de la ciudad significa «lugar de encuentro» y fue aquí donde el rey Sobhuza II de Suazilandia se encontró con el rey Jorge VI del Reino Unido en 1947, cuando el país se convirtió en un protectorado británico.
Cuenta con un centro de salud y una prisión.

## Población
| Población de Nhlangano |           |
| Año                    | Población |
| 1986                   | 4.107     |
| 1997                   | 6.540     |
| 2005                   | 9.016     |

- Datos: Q2029702
- Multimedia: Nhlangano / Q2029702